# Festa Major d'Agost de Badalona

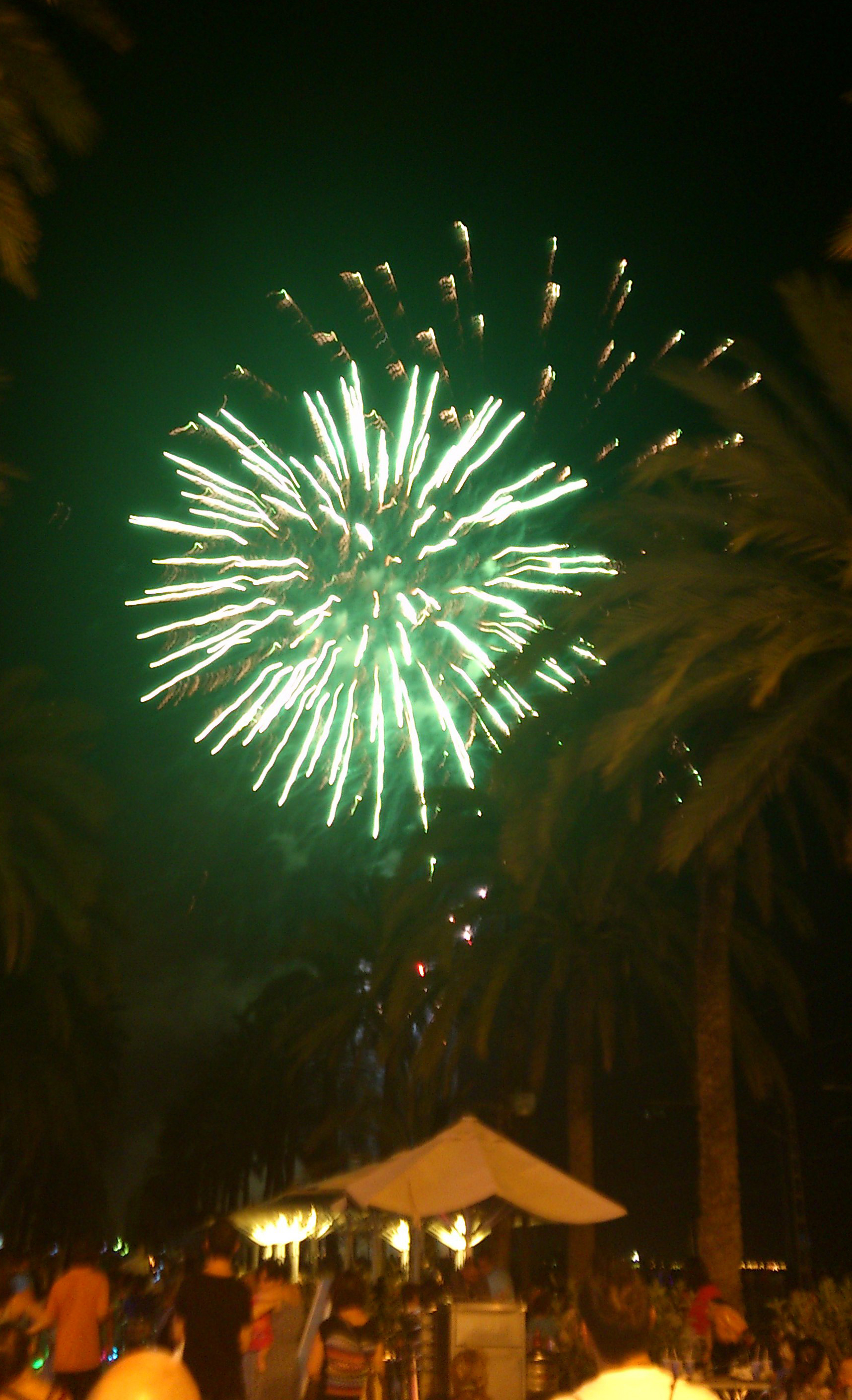
Focs artificials a la Rambla de Badalona el 15 d'agost de 2013 a Badalona durant la Festa Major.

La Festa Major de Badalona és una de les festes patronals de la localitat, conjuntament amb les Festes de Maig, la festivitat de Sant Roc o la de Sant Sebastià. Se celebra als voltants del 15 d'agost, dia de l'Assumpció de la Mare de Déu, patrona de la ciutat. Fou durant molts anys l'esdeveniment principal de l'any a Badalona, fins a finals dels anys 50, moment en què comença a perdre vitalitat, i sobretot amb l'augment en importància dels actes relacionats amb Sant Anastasi i les Festes de Maig, com la Cremada del Dimoni, que és a partir, precisament, d'aquests anys i sobretot entrada la democràcia.
Això no obstant, actualment la Festa Major continua sent una celebració destacada, almenys com a segona celebració en importància durant l'any, tot i la seva reduïda presència a nivell d'activitats i la seva curta durada en comparació a les Festes de Maig.

## Història
La celebració de l'Assumpció de Maria havia estat sempre la Festa Major per excel·lència a Badalona; inclús en la consueta baixmedieval de la parròquia s'esmenta que "A Santa Maria de agost duas missas, matinal e missa maior, e vespres altas, la qual és festa maior de Badalona". Durant els dies que durava, que podia variar sensiblement segons el calendari, sempre al voltant del dia 15, però que podia abastar, fins i tot, entre el 12 i el 20 d'agost, es realitzaven tota una sèrie d'activitats de caràcter divers, la ciutat pràcticament s'aturava i anava vers els espais festius a passar-ho bé.

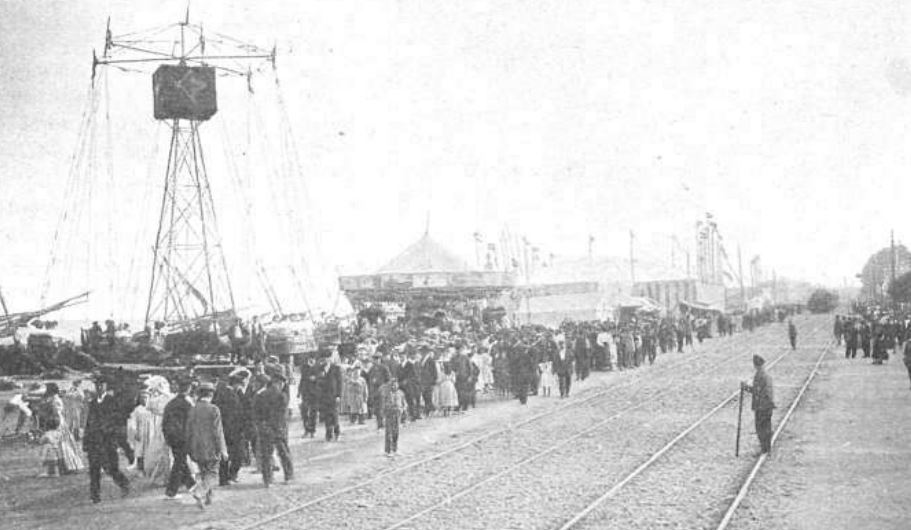
Atraccions a la platja durant la Festa Major de 1908

La ciutat es preparava per a l'ocasió: molts carrers es guarnien per a l'ocasió, s'il·luminaven amb gas els carrers més cèntrics i els monuments més destacats de la vila, s'enlairaven globus, entre altres activitats. La majoria d'actes es reunien entre el dia 15 i 16. En l'àmbit religiós destaquen dues celebracions: el matí del dia 15 es realitzava l'ofici solemne dedicat a la Verge Assumpta, amb la participació de músics i corals. Tanmateix, el dia 16 es feia missa i una processó en honor de Sant Roc, per tradició d'un vot de la població, car el sant havia deslliurat Badalona d'una pesta.
El lloc més important i on possiblement es vivia més la festa era a la Rambla i a la platja, que des de finals del segle xix era tradicional que allí s'hi muntessin els típics envelats de festa major, construïts per distintes societats i entitats de la ciutat, i fins i tot per algun dels barris perifèrics de la ciutat, com és el cas d'Artigues, durant la dècada dels anys 20. Igualment la Rambla era l'indret on es llançaven els castells de focs, durant la nit del dia 15, que de forma progressiva esdevingueren un símbol de la Festa Major i passaren a ser-ne l'acte de cloenda.
Dins dels envelats de les entitats s'hi realitzaven distintes activitats, encara que no sempre, precisament, eren aquests espais on es realitzaven, car també es feien a les distintes seus socials o en el mateix carrer. Les activitats d'aleshores eren principalment balls, que pràcticament es repetien cada dia i era destacat el ball de gala del dia 16; això no obstant, també es realitzaven concursos de sardanes, exhibicions esportives, certàmens literaris, torneigs d'escacs o de ping-pong, etc.

### Postguerra i decadència
A mesura que creixia la ciutat, també es foren descentralitzant alguns dels seus actes. En la postguerra, les primeres edicions de la festa comptaren, sobretot, amb els actes religiosos, balls de sardanes, sota l'etiqueta de danza regional, activitats esportives i d'altres elements menors. En els anys posteriors es recuperen els envelats, gràcies a l'esforç del Casino de Badalona i el Círculo Artístico Español; també es recuperen velles activitats i se’n presenten de noves com les exposicions de Belles Arts, els concerts lírics o les sessions especials de teatre i cinema.
A banda de les activitats esmentades, l'element més destacat dels anys quaranta i cinquanta fou el concurs de guarnir carrers, sobretot quan l'Ajuntament l'institucionalitzà i el dotà d'un premi de 1.000 pessetes. El concurs tingué una gran acollida i destacaren carrers com els de Guifré, Roger de Flor, Providència, Iris o Santiago Rusiñol. A més de la decoració, molts veïns organitzaven actes propis al seu carrers, com concerts, xocolatades o jocs infantils.
La celebració d'agost entrà en decadència a finals dels anys cinquanta i sobretot durant els anys seixanta es feu patent la crisi irreversible de la festa davant dels intents per evitar-ho de l'Ajuntament i algunes entitats. La raons són diverses, però principalment radiquen en l'esforç i en l'enorme despesa que representava organitzar les activitats i, per part dels veïns, decorar els carrers. Tanmateix, un dels factors significatius fou la generalització de l'hàbit de marxar de vacances fora de la ciutat durant el mes d'agost.

### Actualitat
L'any 2012, al·legant motius econòmics, l'Ajuntament va pretendre reduir a la mínima expressió la partida per a les Festa Major d'Agost. Es formà una Comissió de Festes que va aconseguir fer un programa de festes amb unes despeses menors a les que preveia el consistori i, a més, afegia novetats. Això no obstant, la regidora de cultura afirmà que es degué a la no realització d'espectacles pirotècnics, entre d'altres, com els diables.

## Activitats
Ocupa un parell de dies al voltant del principal. Les activitats són majoritàriament espectacles musicals, infantils i, sobretot destaquen els actes i espectacles de cultura popular. S'inicia amb la tronada, una traca de 500 metres que finalitza amb l'espetec de 12 morterets, la cercavila, que compta amb la participació dels entremesos de la ciutat, un castell de focs, concerts , trobades de foc i el bany de Bèsties i Diables.
El dia principal és el dia 15, en què es fan les matinades, i l'Ofici Solemne de Festa Major a l'església de Santa Maria, juntament amb els repics de campanes. Aquest ofici té la particularitat que, durant l'ofertori, els gegants vells de la ciutat, n'Anastasi i na Maria, entren dins l'església i fan el Ball de Santa Maria, una dansa que només es pot veure cada 15 d'agost. A més, el ram de la geganta és dipositat davant de la imatge de la Verge i, com si es tractés d'un miracle, acaba pujant-ne fins als seus peus. En acabat, a la plaça de Barberà hi ha la ballada de gegants i, després els entremesos, els elements festius, tornen d'ofici fins a l'Ajuntament.
Recentment s'ha tornat a posar en el calendari festiu local la festivitat de Sant Roc, una solemnitat que havia caigut en desús a la ciutat. Aquest dia, com pel dia de la Festa Major es fan matinades i Ofici Solemne, dins l'església, els gegants, la mulassa i el Típic Ball de Bastons de Canyet hi fan un ball d'ofertori. Acabada la missa es fa el repartiment d'uns panets que s'atribueixen a la prevenció de les epidèmies i es fa una tornada d'ofici amb els elements festius i la corporació municipal. La festa acaba amb una trobana aèria.